# Cocha Molina
Gonzalo Arturo Molina Mejía (Valledupar, Cesar, 11 de junio de 1965), apodado "El Cocha", es un músico colombiano, acordeonero de música vallenata. Ha sido ganador de las categorías "Rey Vallenato Aficionado", "Rey Vallenato Profesional" y "Rey de reyes" del Festival de la Leyenda Vallenata como mejor acordeonero.
Ha grabado producciones musicales con los más reconocidos artistas del vallenato y grabó en 1995 una producción musical con la cantante Gloria Estefan titulada Abriendo Puertas.

## Familia
Gonzalo Arturo nació en el hogar del patillalero César Arturo Molina Gutiérrez y Estela Mejía, de cuya unión nacieron cinco hijos.
Molina es pariente de los compositores de música vallenata, Tobías Enrique Pumarejo, Freddy Molina y Gustavo Gutiérrez Cabello.
Su hermana Luz Stella Molina Mejía fue secuestrada junto a Consuelo Araújo Noguera por la guerrilla de las FARC en septiembre de 2001. Luz Estella sería liberada tiempo después, sin embargo Consuelo fue asesinada durante el secuestro.
En 2016, Molina contrajo matrimonio con la valduparense Yulieth Peraza.

## Trayectoria
Molina heredó su gusto por la música de su padre, Arturo Molina, quien fue guitarrista y cantante. En su infancia formó una agrupación de música vallenata infantil junto a Iván Villazón y Jaime López. Su primer acordeón fue un obsequio de Evaristo Gutiérrez, padre de Tomás Darío Gutiérrez.
En 1982 "El Cocha" participó en la categoría "Rey Vallenato Aficionado" del Festival de la Leyenda Vallenata, ganando el concurso y en la que participó Iván Villazón como su guacharaquero.
El cantante Diomedes Díaz y Colacho Mendoza lo invitaban a sus presentaciones como artista invitado.

### Diomedes Díaz (1985-1987)
Luego de seis años de ser pareja musical con Colacho Mendoza, en 1985 el cantante Diomedes Díaz formó agrupación musical con el acordeonero "El Cocha" Molina. Su primera producción discográfica fue titulada Vallenato e incluyó los temas Alma herida de Gustavo Gutiérrez Cabello; Vuelve conmigo de Marciano Martínez; La escoba nueva de José Vicente Muniver; Mi único consuelo de José Hernández Maestre; Algo de tu parte de Marco Díaz Alarza; No sé qué tienes tú de Jacinto Leonardo Vega; Joselina Daza del juglar Alejandro Durán y El mejor consuelo de Edilberto Daza. Diomedes incorporó tres de sus canciones; Dos claveles, Camina y El gallo y el pollo. La canción El gallo y el pollo fue compuesta por Diomedes en honor a "El Cocha" Molina.
El 30 de agosto de 1985, Diomedes y "El Cocha" recibieron disco de oro por parte de CBS Venezuela, por las millonarias ventas logradas. El premio le fue entregado durante una presentación en Super Sábado Sensacional, en los estudios de Venevisión.
Al año siguiente, en 1986 Diomedes y "El Cocha" grabaron el álbum Brindo con el alma en el incorporaron la canción Sin medir distancias de Gustavo Gutiérrez Cabello; Los sabanales de Calixto Ochoa; El inventario de la autoría de Alejandro Durán; Cuando me voy de Jacinto Leonardi Vega; Señora Caracas de Romualdo Brito; Pasajeros de la vida de Marciano Martínez; La dueña de mi canto de Edilberto Daza y Morenita de Rafael Gregorio Díaz. Diomedes grabó tres canciones de su autoría; Ayúdame a quererte, Brindo con el alma y Sin ti. En la canción Sin ti, Diomedes envió un saludo vallenato al narcotraficante Samuel Alarcón, miembro del Cartel de la Costa, igualmente en la canción Sin medir distancias mencionó a su amigo, el narco Felipe Eljach.
Con Brindo con el alma, Diomedes y "El Cocha" recibieron disco de platino por las millonarias ventas.
En 1987 fue grabada la producción musical Incontenibles que contuvo los temas Si te vas te olvido de Gustavo Gutiérrez Cabello; Capullito de Calixto Ochoa; Honda herida del compositor Rafael Escalona; Tú y la gente de Marcos Díaz; los dos temas El líder y No pierdo la fe del compositor Marciano Martínez; Ni lo intentes de Máximo Móvil y Creo en el destino de Edilberto Daza. Diomedes incorporó tres temas de su autoría; Por no perderte, La excusa y Tu cumpleaños. A principios de 2015, la canción Tu cumpleaños se popularizó tanto en Colombia, según datos de la aplicación Spotify, que se escuchaba más que el tradicional tema Cumpleaños feliz (Happy Birthday To You) y se volvió una canción clásica en celebraciones de cumpleaños.

### Iván Villazón (1988-1990)
En 1988 "El Cocha" se unió a su amigo de infancia, el cantante Iván Villazón y lanzaron el álbum Por ti Valledupar, que incluyó las canciones Que siga la fiesta de José Alfonso "El Chiche" Maestre; Por ti Valledupar del compositor Gustavo Gutiérrez Maestre; No espero más de Efrén Calderón; El trajecito gris de Armando Zabaleta; Mis sentimientos de Reinaldo "El Chuto" Díaz; La Comadre de Calixto Ochoa; Por estar contigo de Iván Ovalle; el tema La Ceiba (DRA); La virgen del valle de Diomedes Díaz; Esclavo de tu amor de Julio Oñate Martínez y Evangelina de Alejandro Durán.
Al siguiente año, en 1989, Villazón y "El Cocha" grabaron el álbum Enamorado de ella que incluyó las canciones Querer a alguien de José Alfonso "El Chiche" Maestre; Entre goce y pena de Jorge Alberto Calderón; Mis condiciones de Gustavo Gutiérrez Cabello; Adiós corazoncito de Luis E. Martínez; Así es mi vida del compositor Iván Ovalle; Me acostumbré a ti de Marcos Díaz; La pege pege de Romualdo Brito; Olvida esa pena de Delmer Marín; ¿Qué culpa tengo yo? de Hernán Urbina Joiro; Ella es, canción de la autoría de Elver Augusto Díaz y Enamorado de ella de Rafael Manjarrez.
Este mismo año, Molina participó en el Festival de la Leyenda Vallenata en la categoría "Rey Vallenato Acordeón Profesional" llegando a la final, sin embargo fue derrotado por el acordeonero Omar Geles. La rivalidad en el acordeón la mantuvieron dentro y fuera de las competencias, sobre todo en parrandas, donde ambos mantenían un pique amigable.
En 1990 grabaron la producción musical titulada El amor canta vallenato con los temas Mi novia querida de Gustavo Gutiérrez Cabello; La verdad es más triste de Luis Durán Escorcia; ¿Quién va a ser mi vida? de José Alfonso "El Chiche" Maestre; El viejo moderno de Luis Cujia; El amor canta vallenato de Hernán Urbina Joiro; Volá pajarito del juglar Alejandro Durán; Yo si pude adorarte de Efrén Calderón; La nena de Poncho Cotes Jr; Solo tuyo de Tulio Villalobos y Mi negra adorada de Romualdo Brito; mientras que Villazón incluyó un tema de su autoría titulado Te estoy queriendo.

### Rey Vallenato (1990)
En 1990, "El Cocha" nuevamente participó en el Festival de la Leyenda Vallenata, esta vez en la categoría "Rey Vallenato categoría Acordeón Profesional", coronándose ganador del evento.

### Carlos Malo (1994)
En 1994, "El Cocha" se unió al cantante Carlos Malo, con quien grabó el álbum Sensacionales. Esta producción musical incluyó los temas Luna en el agua de Amilkar Calderón; La coqueta de Luis Durán Escorcia; No nos comprendimos de Deimer Marín; La fregona de Elber Díaz; No te importó mentir del compositor Marciano Martínez; Presiento que te voy a querer de Jorge Valbuena; No hay pero que valga de Poncho Cotes Jr; Sigue así de Fabián Corrales; Alo tuyo tú de Isaac Carrillo; Brindemos contigo de Gustavo Gutiérrez Cabello y Se ha propuesto de Máximo Móvil.

### Gloria Estefan (1995)
Fue contactado en 1995 por Kike Santander para realizar la grabación del álbum Abriendo Puertas con la cantante Gloria Estefan. Molina grabó ocho de las canciones de la producción musical, participó en su gira de conciertos por un año y fue protagonista en los videos musicales de los temas. La canción Abriendo puertas contenida en el mismo álbum fue primera en ventas en Colombia, España y Estados Unidos. La canción Abriendo puertas recibió el premio Lo Nuestro a la "Canción Tropical del Año" en el 1996. Abriendo puertas fue merecedor de varios premios Grammy.

### Rey de Reyes (1997)
En el Festival de la Leyenda Vallenata de 1997, Molina fue coronado como "Rey de reyes" segunda generación, en la categoría de "Acordeón profesional".
En el concurso Molina venció a los acordeoneros Omar Geles, que quedó en segundo lugar, y a Raúl "El Chiche" Martínez, en tercer lugar.
El jurado estuvo conformado por el acordeonero y "Rey Vallenato" Nafer Durán, el juglar y acordeonero Lorenzo Morales, el "Rey de Reyes" primera generación Nicolás Colacho Mendoza, Gloria Triana y el embajador de Cuba en Colombia, Jesús Martínez.
Molina interpretó en la final:
- Norfidia: ritmo paseo de Calixto Ochoa.
- La carta: ritmo merengue de Luis Enrique Martínez.
- Altos del Rosario: ritmo son de Alejandro Durán.
- Déjala vení: ritmo puya de la autoría de Nafer Durán.

### Jorge Oñate (1997-2001)
En 1997 Jorge Oñate y "El Cocha" grabaron el álbum El de todos los tiempos con los temas: Serás recuerdo lejano del compositor Gustavo Gutiérrez Cabello; Eso no te luce de Enrique Araújo; Sólo tu sabes de Jorge Valbuena; Sólo tu sabes de Jacinto Leonardi Vega; A mi padre de Jorge Luis Oñate Zuleta, hijo de Jorge Oñate; Porque cantas como yo de José Alfonso "El Chiche" Maestre; Me la llevo de Hernán Zuleta; Busco un amor de Franklin Moya; Mil momentos sin dichas de Rodrigo Celedón; Brillará otra esperanza del compositor Luis Egurrola; Voy a enamorarme de Aurelio Núñez; Gracias señor de Esteban Ovalle; Maribel de Calixto Ochoa y No había razón de César Cumplido. Oñate incluyó una canción de su autoría titulada Contigo olvido las penas.
En 1998 Oñate y Molina grabaron el álbum Es universal, con las canciones: Amaneceres del valle de Romualdo Brito; Tanto dolor de Franco Argüelles; Pura melancolía de José Alfonso "El Chiche" Maestre; El hombre libre de Aurelio Núñez; Sentir tu partir de Amilkar Calderón; Estás pendiente de Fabián Corrales; Tu eres mi amor de Enrique Araújo; La mujer de mi vida de Jorge Valbuena; Cantando feliz de Vicente Munive; Pena propia de Rafael Manjarrez; Si me vuelvo sinvergüenza de Juan Segundo Lagos y Te amaré por siempre de Alberto "Tico" Mercado.
Al año siguiente, en 1999, grabaron la producción musical titulada El poder de mis canciones con los temas: El poder de mis canciones de Iván Ovalle; Vente pa'ca de Freddy Carrillo; Si no estás en mi de Fabián Corrales; Un amor tan grande de Jesús Alberto Villero; Se te hizo tarde de Felipe Peláez; La protagonista de Franklin Moya; La mariposa de Hernando Marín; Mosaico universal (varios); Un beso eterno de Wilfran Castillo; Enamorado de Miguel Herrera; Dime quién eres de Luis Egurrola; Ayapel de Alejandro Durán y la canción 'Reina de las reinas de la autoría de Juan Manuel Pérez. En la canción Vente pa' acá Jorge Oñate nombró al narco Jorge Luis Hernández, alias "El Boliche" un traqueto de alias Jorge 40 y Salvatore Mancuso.
En 2001 Oñate y "El Cocha" grabaron el álbum Llévame contigo, en el que incluyeron las canciones: Por volverte a ver de Fabián Corrales; Sube y baja de Dagoberto Osorio; Dime tu de Poncho Cotes Jr; El comisario de José Sosa; Muñeco de papel de Deimer Marín; Ana Felicia de Alfredo Gutiérrez; Llévame contigo de Wilfran Castillo; Mosaico candela (Varios); Cuentas de amor de Omar Geles; Gavilán del paraíso de Luis Enrique Martínez; Nacen ilusiones de Aurelio Núñez; El bobo de Jorge Oñate y El gobernao de Romualdo Brito.

### Diomedes Díaz (2002)
En 2002, Diomedes y "El Cocha" volvieron a unirse y grabaron el álbum Gracias a Dios con las canciones: El escorpión de Víctor Salamanca; Recordándote de Jorge Celedón; Águila de la autoría de José Alfonso "El Chiche" Maestre; Mentiras de la gente de Gustavo Calderón; Los cambios de la Luna de Rafael Díaz; el tema Hija de Hernán Urbina Joiro; Detrás del mar de Jacinto Leonardi Vega; El ausente de Aníbal Velásquez Hurtado; Lo mismo de ayer de Marciano Martínez y Aquí estoy de Fabián Corrales; Diomedes grabó tres temas de su autoría: Mujer del alma, Gracias a Dios y Consuelo.

### Fabián Corrales (2004)
En 2004, "El Cocha" se unió con el cantautor Fabián Corrales y grabaron el álbum Así es mejor. Esta producción musical fue grabada con los temas La tira piedra de la autoría de Fabián Corrales; Por mi madre de Graciela Arango; No regreses jamás de María José Ospino; Bájate de esa nube de Jorge Valbuena; Lo mejor del mundo de Luis Durán; ¿De cuando acá? de Omar Geles; Tú, mi loquita de Leo Gómez Jr; Mosaico (Burro mocho, La reina de las cruces, La papaya, El burro y Parece que va a llover); el tema Lo juro por mi de Wilfran Castillo; Conocerte de Luis Egurrola; El movhito de Marcial Pava; ¿Qué te pasa? de Silvestre Dangond; Haces tanta falta de Alejandro Sarmiento; Quiero pasarla contigo de Antonio Meriño y Nuestro ejemplo de Daniel Murcia.

### Poncho Zuleta
En 2010, el cantante Poncho Zuleta se unió a "El Cocha" para grabar el álbum Nobel del amor, con los temas: La gitana de Calixto Ochoa; Corazón alegre de Jorge Calderón; La espumita de Julio Herazo; Devuélveme el alma de Alberto ‘Tico’ Mercado; Señor taxista de Poncho Cotes Jr; La indocumentada de Máximo Móvil; Nunca te olvidaré de Wilfran Castillo; ''El Nobel del amor de la autoría de Aurelio Núñez; Amor a siete mares de Omar Geles; Llamándote de Pablo Mendoza; La culebra, tema de Romualdo Brito; La campana del compositor Andrés Beleño; Imelda de Ismael Rudas; Estoy zafa'o de Fabián Corrales y Esto se va a terminar del compositor "Lucho" Alonso. El álbum fue lanzado el 18 de marzo de 2010.
El Nobel del amor fue nominado a los Premios Grammy Latinos de 2010 pero el galardón fue otorgado a Diomedes Díaz y Alvarito López por el álbum Listo pa' la foto.
En el 2014, Poncho Zuleta y "El Cocha" grabaron su segundo álbum juntos titulado Parao en la raya, en el cual incluyeron los temas: El papá upa de ella de Franco Argüelles; Para'o en la raya de Aurelio Núñez; Campo alegre de Esteban Montaños; No me busques más de Omar Geles; Váyase en paz de Dionisio Mejía; Vuelve la gaviota de Alberto "Tico" Mercado; Adiós mi Maye de Rafael Escalona; Brinca aquí de Fabián Corrales; La flor más hermosa de Enrique Araújo; Yo te esperaré de Rolando Ochoa; Corazón malcriado de Juan Segundo Lagos; Amor, mi primer amor de José Manuel "Chema" Moscote; Luna primaveral de Pablo Flórez y ¿Cómo te fue? de Aurelio Núñez.

### Dígalo cantando(2016)
En el Festival de la Leyenda de 2016, Molina propició la descalificación de la canción inédita titulada Dígalo cantando de la autoría del cantautor Jorge Celedón, al no presentarse en la competencia. Molina decidió cumplir otros compromisos musicales en otro lugar de Valledupar.

## Discografía
Discografía de "El Cocha" Molina:
- 1985: Vallenato
- 1986: Brindo con el alma
- 1987: Incontenibles
- 1988: Por ti Valledupar
- 1989: Enamorado de ella
- 1990: El amor canta vallenato
- 1994: Sensacionales
- 1995: Abriendo Puertas
- 1997: El de todos los tiempos
- 1998: Es universal
- 1999: El poder de mis canciones
- 2001: Llévame contigo
- 2002: Gracias a Dios
- 2004: Así es mejor
- 2010: Nobel del amor
- 2014: Parao en la raya

## Televisión
En 2015 "El Cocha" Molina fue personificado por el actor y acordeonero Camilo Andrés Carvajal Cuadros en la telenovela biópica sobre Diomedes Díaz; Diomedes, el Cacique de La Junta.